# Chronos
Chronos (řecky Χρόνος) je v řecké mytologii bůh času. Jeho uctívání bylo rozšířeno zejména v období helénismu, kdy proniklo i do orfismu. Hlásková podobnost jmen vedla později v období římského císařství k jeho záměně s bohem Kronem. Chronos je personifikací času, symbolizuje jeho plynutí.

## Mytologie
Staré řecké mýty a báje se o Chronovi jako bohovi času nezmiňují. Objevil se jako stvořitelské božstvo až později v helénistické době v některých mystických kultech, zejména u orfiků odvozujících svou nauku od pěvce Orfea. Podle nich byl zplozen zemí a vodou a pak vytvořil vejce, z něhož vzešel oboupohlavní Fanés se zlatými křídly a čtyřma očima. Fanés následně stvořil svět a stal se jeho vládcem; zároveň stvořil i lidstvo.
Poněkud odlišnou personifikací času je Kairos, nejmladší syn Dia. Ten má jako bůh příhodného času schopnost označit svému otci, vládci nad světem, pravou chvíli pro vykonání božského záměru.

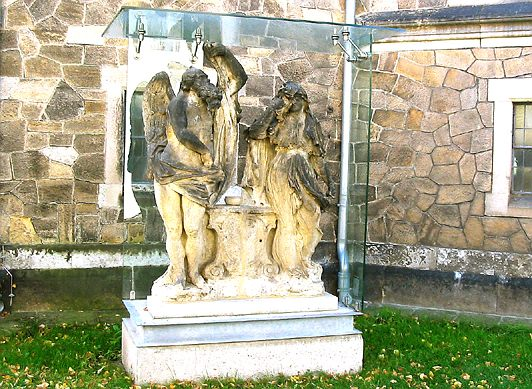
Pomník v Redebeulu

## Reprezentace v umění
Ve starověku nikdy neexistoval kult ani ikonografie Chrona. Nejstarší známé vyobrazení je na reliéfu z helénistického období, kde se Chronos objevuje jako bezvousá postava s velkými křídly. Později byl v antice zobrazován jako had s různými zvířecími hlavami. Římské mozaiky ho znázorňovaly jako muže otáčejícího kolem zvěrokruhu.
Zhruba od poloviny 14. století byl Chronos ve výtvarném umění zobrazován jako vousatý starý muž se srpem či kosou a přesýpacími hodinami. V době baroka se vedle něj často objevuje postava žalující nebo truchlící ženy (např.  pomník "Chronos a truchlící" na hřbitově v Radebeulu).